# 신천서원
신천서원(新川書院)은 대한민국 경상북도 예천군 예천읍에 있는 조선시대의 신천서원이다. 1985년 8월 5일 경상북도의 문화재자료 제139호로 지정되었다.

## 개요
맹암 김영렬(?∼1404)의 유지를 받들고 후손을 교육시키기 위해 세운 서원이다.
김영렬은 조선 전기 무신이다. 정종 2년(1400) 제2차 왕자의 난을 평정하고 태종을 왕위에 오르게 한 공으로 태종 1년(1401) 익대좌명공신 3등에 오른다. 태종 4년(1404) 참판승추부사로 있을 때 왜선 1척을 싸워 빼앗고 왜병을 포로로 잡은 공을 세웠다. 후에 우의정에 증직되었다.
신천서원은 1945년에 세운 건물로 왕신평야가 내려다 보이는 솔 숲에 남향으로 자리잡고 있다.
서원 안에는 제사 공간인 경훈사와 교육 공간인 강당, 남덕문(覽德門), 출입문 등의 건물이 있고, 밖에는 신도비가 있다. 사당인 경훈사에는 태종의 글씨인 단서(丹書)와 김영렬 선생의 영정을 모시고 있다.
이 서원은 앞면 3칸·옆면 1칸 크기의 사당과 앞면 4칸·옆면 2칸 크기의 강당만 문화재자료로 지정되어 있는데, 영남지방의 고아한 멋이 묻어 나는 건축물이다.

## 참고 자료
- 신천서원 - 국가유산청 국가유산포털